# Idrissa Adam
Idrissa Adam (* 28. Dezember 1984 in Garoua) ist ein ehemaliger kamerunischer Leichtathlet, der sich auf den Sprint spezialisiert hat. 2011 siegte er über 200 Meter bei den Afrikaspielen in Maputo und feierte damit seinen größten sportlichen Erfolg. Zudem gewann er mit der kamerunischen 4-mal-100-Meter-Staffel zwei Bronzemedaillen bei Afrikameisterschaften.

## Sportliche Laufbahn
Erste internationale Erfahrungen sammelte Idrissa Adam im Jahr 2003, als er bei den Juniorenafrikameisterschaften in Garoua in 10,73 s den fünften Platz im 100-Meter-Lauf belegte und mit der kamerunischen 4-mal-100-Meter-Staffel in 41,24 s die Goldmedaille gewann. Im Jahr darauf schied er bei den Afrikameisterschaften in Brazzaville mit 21,34 s im Halbfinale im 200-Meter-Lauf aus und gewann mit der Staffel in 39,87 s gemeinsam mit Emmanuel Ngom Priso, Alain Olivier Nyounai und Joseph Batangdon die Bronzemedaille hinter den Teams aus Nigeria und Südafrika. 2008 schied er bei den Afrikameisterschaften in Addis Abeba mit 10,76 s und 22,02 s jeweils in der Vorrunde über 100 und 200 Meter aus und gewann mit der Staffel in 40,60 s gemeinsam mit François Belinga, Alain Olivier Nyounai und Joseph Batangdon erneut die Bronzemedaille, diesmal hinter Südafrika und Ghana. Im Jahr darauf belegte er bei den Spielen der Frankophonie in Beirut in 10,32 s den vierten Platz über 100 Meter und wurde im Semifinale über 200 Meter disqualifiziert. Zudem gelangte er im Staffelbewerb mit 40,07 s auf Rang fünf. 2010 kam er bei den Afrikameisterschaften in Nairobi mit 10,86 s bzw. 21,66 s erneut nicht über den Vorlauf über 100 und 200 Meter hinaus. Anschließend schied er bei den Commonwealth Games in Neu-Delhi mit 10,68 s im Viertelfinale über 100 Meter aus, wie auch über 200 Meter in 21,69 s. Im Jahr darauf belegte er bei den Afrikaspielen in Maputo in 10,32 s den sechsten Platz über 100 Meter und siegte in 20,66 s im 200-Meter-Lauf. 2012 schied er bei den Hallenweltmeisterschaften in Istanbul mit 6,96 s in der ersten Runde im 60-Meter-Lauf aus und im Juni schied er bei den Afrikameisterschaften in Porto-Novo mit 10,71 s im Vorlauf über 100 Meter aus. Über 200 Meter belegte er dort in 21,09 s den sechsten Platz und im Staffelbewerb gelangte er mit 40,16 s auf Rang fünf. Daraufhin nahm er über 100 Meter an den Olympischen Sommerspielen in London teil und kam dort in der ersten Runde nicht ins Ziel.
2013 schied er bei den Weltmeisterschaften in Moskau mit 10,70 s in der Vorrunde über 100 Meter aus, ehe er bei den Spielen der Frankophonie in Nizza in 10,69 s den fünften Platz belegte. Zudem gewann er dort über 200 Meter in 21,21 s die Silbermedaille hinter dem Kanadier Oluwasegun Makinde. Daraufhin gelangte er bei den Islamic Solidarity Games in Palembang mit 10,47 s auf Rang vier über 100 Meter und wurde in 21,03 s auch über 200 Meter Vierter. Im Jahr darauf schied er bei den Afrikameisterschaften in Marrakesch mit 10,50 s im Halbfinale über 100 Meter aus und belegte mit der 4-mal-100-Meter-Staffel in 40,42 s den sechsten Platz. Zudem wurde er über 200 Meter in 20,84 s Siebter. 2015 schied er bei den Afrikaspielen in Brazzaville mit 10,58 s im Semifinale über 100 Meter aus und belegte in 21,26 s den achten Platz über 200 Meter. Daraufhin beendete er seine aktive sportliche Karriere im Alter von 30 Jahren.
2007 wurde Adam kamerunischer Meister im 200-Meter-Lauf.

## Persönliche Bestleistungen
- 100 Meter: 10,14 s (+1,8 m/s), 12. September 2011 in Maputo
  - 60 Meter (Halle): 6,96 s, 9. März 2012 in Istanbul
- 200 Meter: 20,56 s (+0,8 m/s), 26. April 2011 in Bamako